# Емілі Труш
Емілі Труш (фр. Emilie Trouche; нар. 17 серпня 1985) — колишня французька тенісистка.
Найвищу одиночну позицію світового рейтингу — 590 місце досягла 21 березня 2005, парну — 508 місце — 20 вересня 2004 року.
Здобула 2 парні титули туру ITF.

## Фінали ITF
| Легенда         |
| --------------- |
| Турніри $10,000 |

### Парний розряд: 2 (2–0)
| Результат | Ранг | Дата            | Турнір              | Покриття | Партнерка       | Суперниці                     | Рахунок     |
| --------- | ---- | --------------- | ------------------- | -------- | --------------- | ----------------------------- | ----------- |
| Перемога  | 1.   | 28 вересня 2003 | Мурсія, Іспанія     | Ґрунт    | Дельфін Де Вінн | Чень Яньчон Gao Quan          | 7–6(8), 6–2 |
| Перемога  | 2.   | 30 серпня 2004  | Мольєрусса, Іспанія | Тверде   | Каріна Якобсґор | Сабіне Лісіцкі Nelly Maillard | w/o         |